# Шелгуны
Шелгуны — деревня в Бережанской волости Островского района Псковской области.
Расположена в 25 км к юго-западу от центра города Остров и в 2 км к западу от деревни Дубки.
Численность населения деревни по состоянию на 2000 год составляла 3 человека.
До 3 июня 2010 года деревня входила в состав ныне упразднённой Рубиловской волости с центром в д. Дубки.

## Известные жители
- Георгиев, Иван Васильевич (1902—1950) — военный лётчик и военачальник, генерал-лейтенант авиации.